# 汛期
汛期指河流由於流域內季節性降水、融冰、化雪，引起定時性水位上漲的時期。汛期是一年中降水量最大、最集中的時期，雖帶來豐富的水資源，但容易引起洪涝災害。
世界各地汛期的起止時間都不一樣，主要由當地的氣候和降水情況決定。通常低緯度地區進入汛期時間較早，結束時間較晚；反之高緯度地區進入汛期時間較遲，結束時間較早。
在汛期開始前，政府多會進行防洪抽排水設施維護管理。其中包含汛期預警、通報、緊急應變措施等措施的演習與設備測試。

## 参見
- 枯水期